# 蛙の解剖
本項では蛙の解剖（かえるのかいぼう）について解説する。

## 歴史
カエルの解剖はルネサンス時代から行われたという説がある。主にウシガエルやアマガエルなどを使っていたといわれている。

## 使われる生体の種類
現在入手するのが簡単ということから使われるのはアマガエルなどではあるが、アマガエルには欠点があり、アマガエルというのは体長がオスで4cm弱大きくても6cm程のカエルで、あまり解剖に向いているとは言えないものである。そこで解剖しやすい大きさのものであるのものが、アフリカツメガエルやウシガエルなどの比較的体長の大きい種類のものである。
アフリカツメガエルは5cm-12cmと比較的大きい。またウシガエルは15cm-20cmという大きさである。

## 使用する器具
- メス
- 解剖ばさみ
- 鉗子
- ピンセット

スタンド
ない場合は普通のハサミやカッターなどを使うことも可能である。

## 解剖方法
1. 麻酔瓶を使い麻酔をかける。※この時は麻酔瓶が必ずしっかりと閉まっているかを確認することが大切である。なぜなら、しっかりと閉まっていない場合カエルが跳びはね、飛び出してしまうことがあるからである。
2. 完全に麻酔がかかったことを確認してから、解剖を始める。※解剖中に麻酔が完全にかかっていなかった場合足が動き人間がけがをする可能性があるため必ず確認することが大切である。
3. まず、首元の皮膚に、左右から中心角90度となる切開を行い、その後その角の頂点よりまた上まで切開を行う。イメージとしてはYの字をカエルの腹部に描くイメージである。また上まで切開を行ったら、両足に向けまた90度の逆Y字切開を行う。
4. その後は切開した上皮を開き内臓の観察を行う。
5. 器具などは熱湯消毒をして片づける。